# 坦杜伊塞·库博尼
坦杜伊塞·库博尼（英語：Thanduyise Khuboni，1986年5月22日—）是一名南非足球运动员，目前效力南非足球超级联赛的金箭。